# Форсель-су-Гюнье
Форсе́ль-су-Гюнье́ (фр. Forcelles-sous-Gugney) — коммуна во французском департаменте Мёрт и Мозель, региона Лотарингия. Относится к кантону Везелиз.

## География
Форсель-су-Гюнье расположен в 34 км к югу от Нанси в исторической области Сентуа. Соседние коммуны: Саксон-Сион на севере, Уссевиль и Диарвиль на востоке, Бузанвиль, Буленкур и Френ-ан-Сентуа на юге, Пюльне на западе, Те-су-Водемон и Водемон на северо-западе.

## Демография
Население коммуны на 2010 год составляло 93 человека.
| 1962 | 1968 | 1975 | 1982 | 1990 | 1999 | 2010 |
| ---- | ---- | ---- | ---- | ---- | ---- | ---- |
| 121  | 101  | 102  | 84   | 81   | 94   | 93   |